# ون دایکس بی
ون دایکسبای (به لاتین: Van Dyksbaai) یک شهرک در آفریقای جنوبی است که در Overstrand Local Municipality واقع شده‌است.